# プリンス・ライトコーチ
ライトコーチ（LIGHT COACH）はプリンス自動車工業が製造・販売していたマイクロバスである。1966年のプリンス自動車工業と日産自動車の合併後も引続き製造され、日産・プリンス店（スカイライン販売会社）で販売された。

## 歴史

### 初代（1958年 - 1963年）
- 1958年3月、AQVH-1L型。クリッパーCQ型シャシーをベースに大型の16人乗りマイクロバスとして登場。車体は目黒車体製。
- 1960年2月、マイナーチェンジ。BQVH-1L型。GB4型1862ccエンジン搭載。17人乗り
- 1961年6月、マイナーチェンジ。BQVH-2L型。
- 1961年7月、マイナーチェンジ。BQBAB-2型。ボディ変更。21人乗り

### 2代目（1963年 - 1976年）

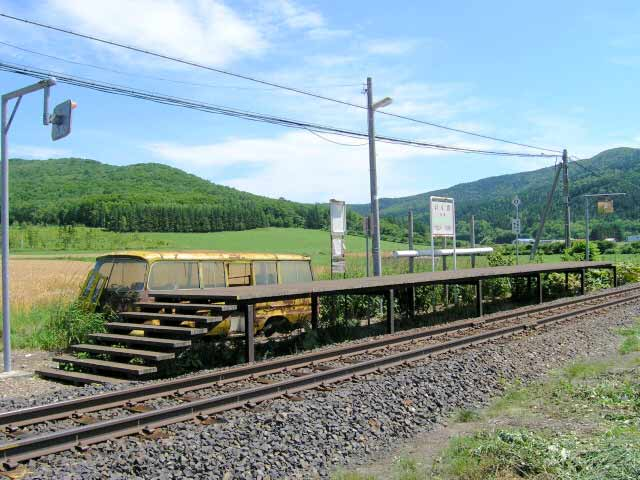
生野駅（2021年廃止）の待合室として使用されていた2代目ライトコーチ

- 1963年、フルモデルチェンジ。B632-4(A)21人乗り、B632-4(B)24人乗り。2代目グロリアにも似た流麗なデザインとなる。
- 1968年、マイナーチェンジ。エンジンをプリンス設計のG1型、G2型から日産設計のH20型、SD22型に変更。
- 1976年5月、ベースとなったクリッパーがフルモデルチェンジでキャブオールの姉妹車となったこともあり、シビリアンに統合される形で販売終了。